# Siest
Siest (okzitanisch: Sièst) ist eine französische Gemeinde mit 137 Einwohnern (Stand: 1. Januar 2022) im Département Landes in der Region Nouvelle-Aquitaine (vor 2016: Aquitanien). Sie gehört zum Arrondissement Dax und zum Kanton Dax-1.

## Geografie
Die Gemeinde Siest liegt etwa neun Kilometer südwestlich des Stadtzentrums von Dax in der Landschaft Marensin an der Mündung des Flusses Luy in den Adour. Umgeben wird Siest von den Nachbargemeinden Tercis-les-Bains im Norden, Heugas im Osten, Saint-Lon-les-Mines im Süden, Orist im Westen sowie Rivière-Saas-et-Gourby im Nordwesten.

## Bevölkerungsentwicklung
| Jahr                       | 1962 | 1968 | 1975 | 1982 | 1990 | 1999 | 2011 | 2021 |
| -------------------------- | ---- | ---- | ---- | ---- | ---- | ---- | ---- | ---- |
| Einwohner                  | 72   | 70   | 72   | 66   | 82   | 82   | 115  | 138  |
| Quellen: Cassini und INSEE |      |      |      |      |      |      |      |      |

## Sehenswürdigkeiten
- Kirche Saint-Jean-Baptiste
- Schloss Lasalle

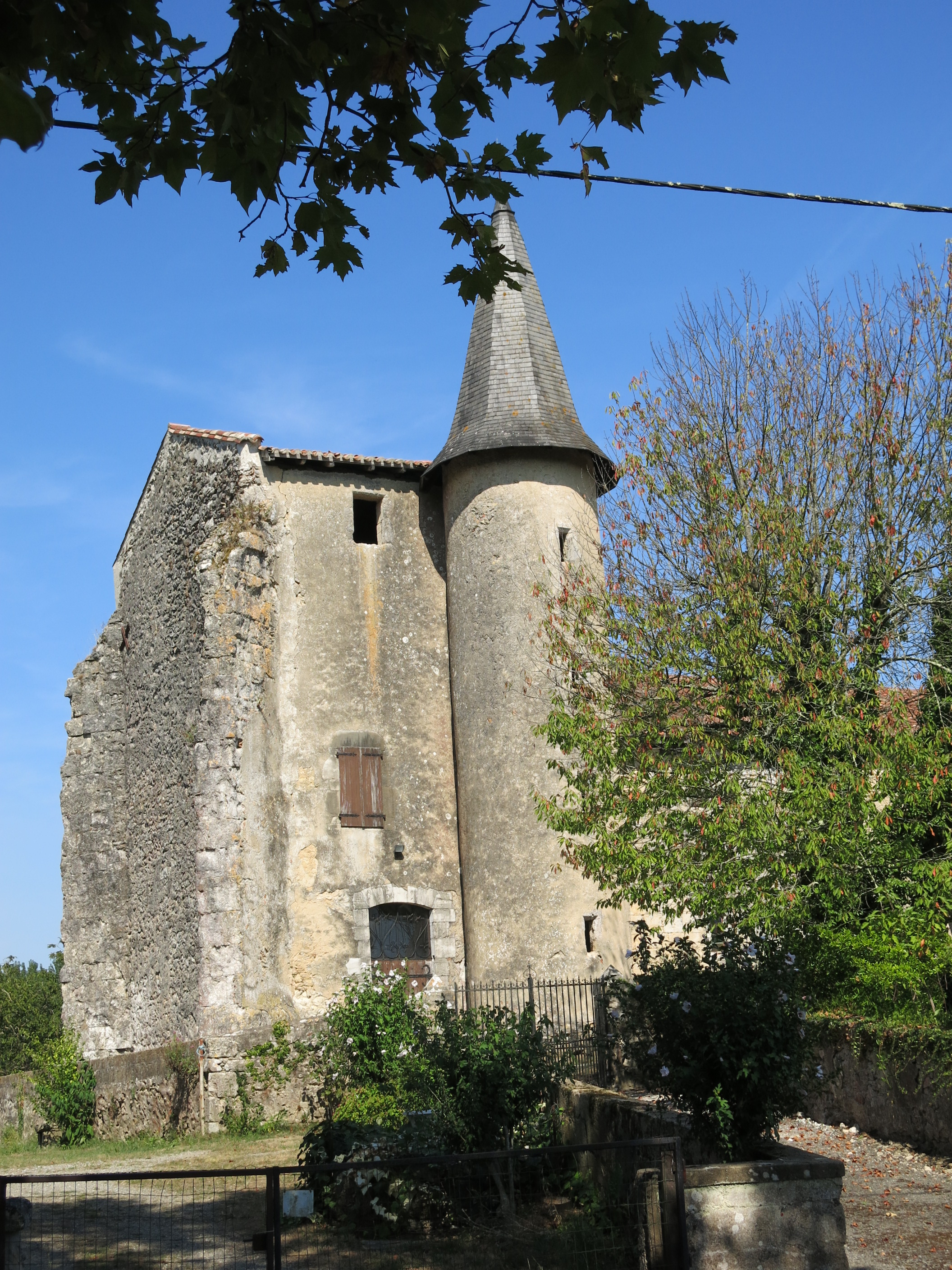
Kirche Saint-Jean-Baptiste in Siest
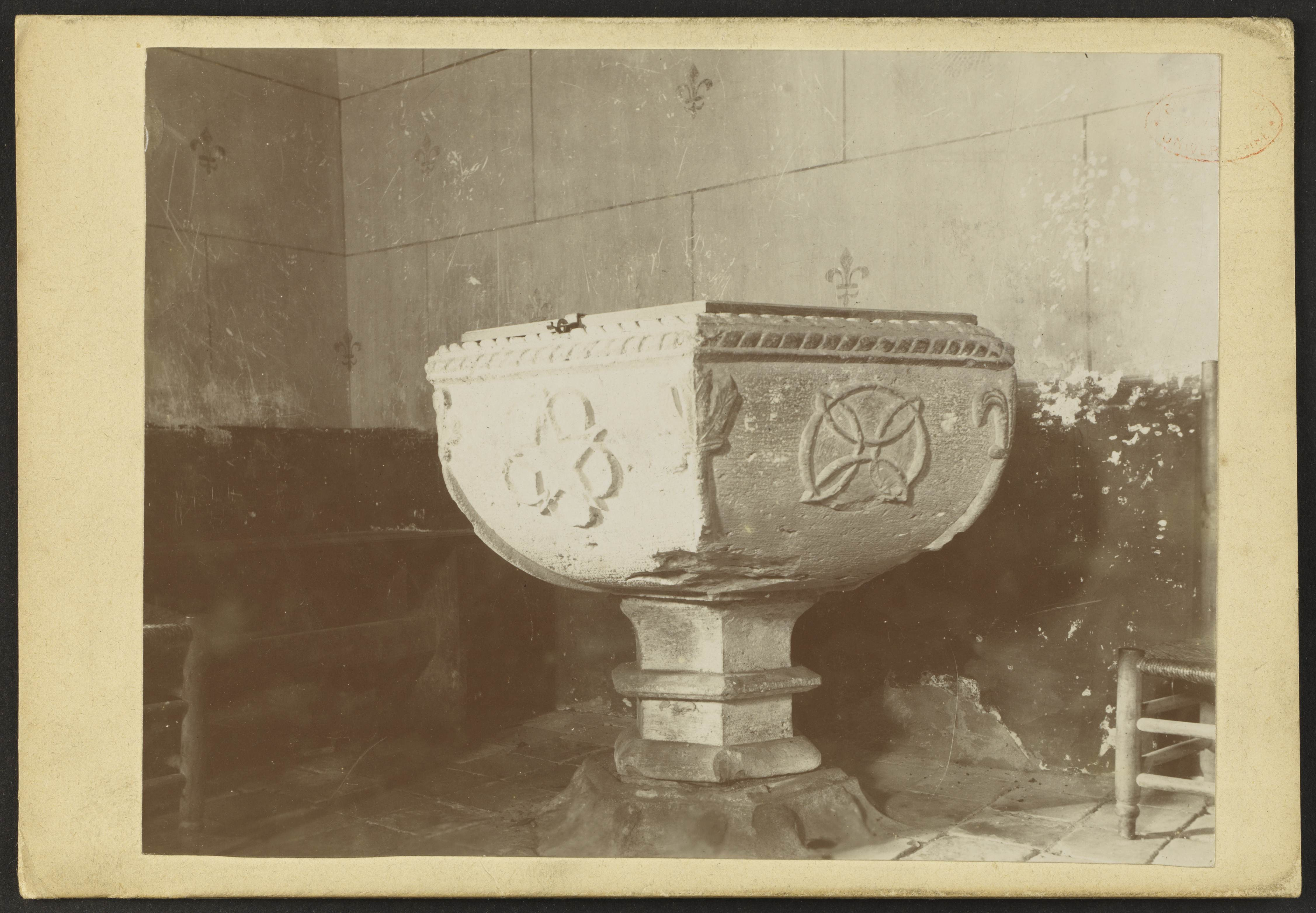
Historischer Taufstein